# Susie Patterson
Susan Patterson detta Susie o Suzy (Sun Valley, 11 ottobre 1955) è un'ex sciatrice alpina statunitense.

## Biografia
Sciatrice polivalente sorella di Pete, a sua volta sciatore alpino, entrò nella nazionale statunitense nel 1971; ottenne il primo risultato di rilievo in Coppa del Mondo il 24 gennaio 1974, giungendo 7ª nello slalom speciale disputato a Badgastein, e prese parte ai successivi Mondiali di Sankt Moritz 1974, senza ottenere piazzamenti di rilievo. Il 21 gennaio 1976 colse a Badgastein in discesa libera il miglior risultato in Coppa del Mondo (6ª) e ai successivi XII Giochi olimpici invernali di Innsbruck 1976, sua unica presenza olimpica, si piazzò 14ª nella medesima specialità; l'ultimo piazzamento della sua carriera agonistica fu il 9º posto ottenuto nella discesa libera di Coppa del Mondo disputata a Heavenly Valley il 12 marzo 1977.

## Palmarès

### Coppa del Mondo
- Miglior piazzamento in classifica generale: 30ª nel 1974

### Campionati statunitensi
- 3 medaglie (dati parziali)
  - 2 ori (slalom speciale nel 1974; discesa libera nel 1976)[2]
  - 1 bronzo (slalom speciale nel 1975)[1]